# 熊井啟
熊井 啓（くまい けい，1930年6月1日—2007年5月23日）是一位日本的電影導演。

## 作品
- 1964年：《帝銀事件 死刑囚》
- 1965年：《日本列島》
- 1968年：《黑部的太陽》
- 1974年：《望乡》
- 1986年：《海與毒藥》
- 1989年：《千利休 本覺坊遺文》

## 外部連結
- 日本映画監督協会 - 熊井　啓